# Henriette Manigk
Henriette Manigk, auch Jette Manigk, (* 30. April 1968 auf Usedom) ist eine deutsche Malerin.

## Leben
Manigk ist die Tochter des Malers Oskar Manigk sowie Enkelin des Malers Otto Manigk. Sie absolvierte 1986 ihr Abitur in Wolgast. Von 1986 bis 1987 war sie Mitarbeiterin im Malsaal des Theater Greifswald. 1990 machte sie eine Studienreise nach Kenia mit einem Aufenthalt bei Nani Groze-Grieshaber. Von 1996 bis 1997 war sie Mitarbeiterin im Blaumeier-Atelier in Bremen.
Von 1994 bis 1998 studierte sie Kunst, Kunsttherapie und Kunstpädagogik an der staatlichen Fachhochschule Ottersberg, ihr Diplom erhielt sie 1998.
Sie lebt und arbeitet seit 1998 in Bremen. 
Manigk hat einen Sohn.

## Einzelausstellungen/Preise (Auswahl)
- 2001: Galerie Paula Panke, Berlin
- 2002: Galerie Schwartzsche Villa, Berlin
- 2003: Galerie im Kulturhaus Spandau / Galerie Arcus, Berlin
- 2004: Galerie W, Bremen
- 2005: Galerie Veritti Art, Berlin
- 2006: zapp-live-galerie, Berlin
- 2009: Kunstpreis Elbfeuer, Hamburg
- 2013: Galerie Inkatt e. V., Bremen

## Ausstellungsbeteiligungen (Auswahl)
- 1998: Galerie Kubo, Bremen
- 2000: Museum in Syke
- 2003: Galerie Kunstpavillon, Usedom
- 2004: Galerie Wollhalle mit Oskar Manigk, Güstrow
- 2004: Galerie am Wasserturm, Berlin
- 2005: Galerie Kunstpavillon, Usedom
- 2006: Galerie Kunstpavillon, Usedom
- 2007: Galerie East End, Delmenhorst